# Guns, God and Government
Guns, God and Government est un film live de Manny Rodrigez, John 5 et Marilyn Manson, sorti le 29 octobre 2002, qui retrace la tournée éponyme du groupe. Il s'agit du troisième film officiel du groupe.

## Contenu
Le film contient des titres interprétés en live durant la tournée Guns, God & Government ainsi qu'un documentaire, The Death Parade, qui retrace la tournée.

### Titres interprétés enlive
1. « Intro / Count to Six and Die »
2. « Irresponsible Hate Anthem »
3. « The Reflecting God »
4. « Great Big White World »
5. « Disposable Teens »
6. « The Fight Song »
7. « The Nobodies »
8. « Rock is Dead »
9. « The Dope Show »
10. « Cruci-Fiction in Space »
11. « Sweet Dreams / Hell Outro »
12. « The Love Song »
13. « The Death Song »
14. « Antichrist Superstar »
15. « The Beautiful People »
16. « Astonishing Panorama of the Endtimes »
17. « Lunchbox »

### The Death Parade
Le documentaire est une compilation de séquences filmées durant la tournée du groupe, en concert ou en off. On y voit le groupe voyager et évoluer dans différentes villes du monde. Plusieurs moments forts de la tournée sont également immortalisés : la participation du groupe aux Ozzfests (on y voit Manson en discussion avec Ozzy Osbourne et sa femme Sharon), le duo sur scène avec Eminem pour le titre The Way I Am de ce dernier, l'accident en concert de Marilyn Manson, l'accident en concert de Ginger Fish, l'anniversaire de John 5... On y voit également des extraits de live. La bande-son du documentaire est composée de titres de l'album Holy Wood (In the Shadow of the Valley of Death).

## Formation
- Marilyn Manson - Chant.
- Twiggy Ramirez - Basses.
- Madonna Wayne Gacy - Claviers et percussions.
- Ginger Fish - Batterie.
- John 5 - Guitares.

## Fiche technique
- Réalisation :  Manny Rodrigez, John 5 et Marilyn Manson
- Images : Jeff Ravitz.
- Durée : 107 minutes
- Pays :  États-Unis.
- Date de sortie : 2002

## Versions DVD et Blu-ray
Dans la version DVD, la partie live est en fait composée de différents enregistrements, notamment réalisés lors des concerts de Hambourg et de Los Angeles. Pour la version blu-ray, le live est l'enregistrement du concert de Los Angeles dans son intégralité, sans coupure entre les titres.

### DVD
- Format Image : 1.33:1 (4/3)
- Formats Son :
- Durée : 107 minutes
- Date de sortie : 4 novembre 2002

### Blu-ray
- Format Image : 1.78:1 (16/9) | HD 1080i
- Formats Son : LPCM (stéréo) | DTS-HD Master Audio (5.1) | Dolby Digital (5.1)
- Durée : 103 minute
- Date de sortie : 16 novembre 2009

Sur la version blu-ray, The Death Parade reste en SD (définition standard).